# SS-062 이천
SS-062 이천은 장보고급 잠수함 2번함이다.

## 역사

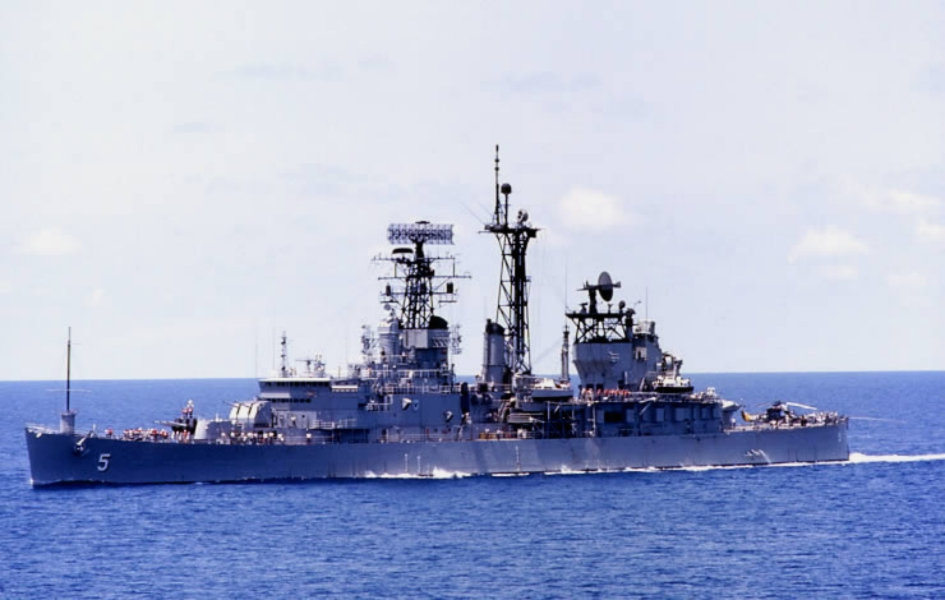
경하 11932톤, 만재 14358톤 오클라호마 시티 경순양함

장보고함은 독일에서 건조돼 국내에 반입된 만큼 한국형 잠수함이라고 말하기 힘들다. 하지만 2번함인 이천함부터는 독일에서 가져온 부품으로 대우중공업이 직접 조립했다. 또 3번함인 최무선함부터는 부품부터 건조까지 모두 국내에서 이뤄지면서 독자적으로 잠수함을 건조하는 데 성공했다.
1992년 10월 12일, 한국에서 제작한 국산1호 잠수함 이천함(1,200t급) 진수식이 열렸다. 한국 기술진에 의해 최초로 건조된 잠수함 이천함 진수식이 경남 장승포시 대우 옥포조선소에서 노태우 대통령이 참석한 가운데 개최되었다.
1994년에 취역했으며, 림팩 1999에서 12,000톤급 미국 퇴역 순양함 오클라호마시티호를 중어뢰 한발에 격침했다. 당시 미군 기관지 스타스 앤 스트라이프스는 "원 샷! 원 히트! 원 싱크!"(One Shot! One Hit! One Sink)라고 보도하며 이천함의 우수성을 극찬했다. 이 문구는 해군잠수함사령부의 전투구호로 사용되고 있다.
8km 밖에서 구경 533mm 짜리 독일제 SUT 중어뢰를 발사해, 27분 만에 두동강 내어 침몰시켰다. 어뢰는 표적과 8km 떨어진 수중에서 발사돼 10,670t급 오클라호마 시티함 중앙하부에 명중, 거대한 물기둥이 솟구치면서 순양함이 27분만에 완전히 수장되는 광경이 연출되었다. "100년 역사를 가진 미국 잠수함에서도 보기 힘든 성과"라고 극찬을 들었다. 이번에 발사된 어뢰는 독일 STN사로부터 수입한 것으로 길이 6.6ｍ, 무게 1.5t, 최고속력 34노트이며 1993년 실전배치된 이천함에 탑재됐으나 환경오염 및 표적확보 곤란 등으로 인해 한번도 발사된 적은 없었다.
2019년 5월 20일, 해군잠수함사령부 이천함 승조원들이 진해 군항에 정박한 이천함 위에서 작전운용 25년, 안전항해 25만 마일, 서태평양훈련 참가 20주년을 기념하며 사진 촬영을 했다.

## 내부
장착된 어뢰 발사관을 마주하고 가로 50cm, 세로 180cm 책상 두 개가 놓였다. 식당 겸 회의 장소. 잠수함 안에서 가장 넓은 공간이다. 바로 옆엔 길이 180cm, 폭 60cm의 침대가 3~4겹으로 촘촘히 박혀 있다. 누워 보고 나오는 것도 쉽지 않다.
"산소는 육상보다 1~2% 부족하고, 이산화탄소는 20배 정도 됩니다. 냄새가 큰 적이죠. 방귀 자주 뀌는 사람은 욕먹죠. 하하." 이경래 함장의 얘기다. 바닷물 정수 장치가 있 지만 물은 항상 부족하다. 빨래는 하지 않고, 샤워는 1~2주에 한 번씩 한다.

## 같이 보기
- en:USS Oklahoma City (CL-91)
- en:SUT torpedo